# Prix Morny
Pour les articles homonymes, voir Morny.
Groupe 1
Le prix Morny est une course hippique de plat se déroulant sur l'hippodrome de Deauville-La Touques durant le meeting d'août.

## Histoire et caractéristiques
Premier Groupe 1 réservée aux chevaux de 2 ans, la course se dispute sur 1 200 mètres en ligne droite, pour une allocation qui s'élève à 350 000 €.
Le prix Morny, auparavant prix de Morny, est l'une des plus anciennes courses françaises, puisque la première édition a lieu en 1865. Elle porte le nom du Duc de Morny, grand instigateur des courses à Deauville, et décédé en 1864. La distance d'origine est de 1 000 mètres. Elle varie de 1866 à 1886, passant à 1 200, 1 300 puis 1 400 mètres. La distance actuelle de 1 200 mètres est en vigueur depuis 1887. De 1871 à 1911, le Prix Morny est rebaptisé Prix de Deux Ans. Il faut également noter que, pour cause de Seconde Guerre mondiale, les éditions 1941, 1942 et 1944 se disputent sur l'hippodrome de Longchamp, alors que celles de 1943 et 1945 ont lieu sur l'hippodrome de Maisons-Laffitte.

### Records
- Meilleur temps : 1'07"90, Arcano, 2009
- Jockeys : George Stern – 10 victoires – Eperon (1900), Farnus (1901), Vinicius (1902), Val d'Or (1904), Mehari (1908), Porte Maillot (1911), Marka (1912), Durzetta (1920), Zariba (1921), Banstar (1925).
- Entraîneurs : Robert Denman – 8 victoires – Present Times (1884), Frapotel (1886), Farnus (1901), Vinicius (1902), Val d'Or (1904), Mehari (1908), Porte Maillot (1911), Marka (1912)
- Propriétaires : Marcel Boussac – 13 victoires – Durzetta (1920), Zariba (1921), Banstar (1925), Cecias (1932), Corrida (1934), Semiramide (1938), Esmeralda (1941), Coaraze (1944), Nirgal (1945), Cadir (1946), Auriban (1951), Cordova (1953), Apollonia (1955)

## Palmarès depuis 1987
| Année | Vainqueur          | Sexe | Pays        | Père               | Jockey               | Entraîneur           | Propriétaire                   | Deuxième         | Troisième         | Temps   |
| ----- | ------------------ | ---- | ----------- | ------------------ | -------------------- | -------------------- | ------------------------------ | ---------------- | ----------------- | ------- |
| 2024  | Whistlejacket      | M.   | Irlande     | No Nay Never       | Ryan Moore           | Aidan O'Brien        | White Birch Farm & Coolmore    | Rashabar         | Daylight          | 1'11"02 |
| 2023  | Vandeek            | M.   | Royaume-Uni | Havana Grey        | Andrea Atzeni        | Ed & Simon Crisford  | KHK Racing Ltd                 | Ramatuelle       | River Tiber       | 1'09"84 |
| 2022  | Blackbeard         | M.   | Irlande     | No Nay Never       | Ryan Moore           | Aidan O'Brien        | Coolmore                       | Persian Force    | The Antarctic     | 1'09"91 |
| 2021  | Perfect Power      | M.   | Royaume-Uni | Ardad              | Christophe Soumillon | Richard Fahey        | Cheikh R. Dalmook Al Maktoum   | Trident          | Asymmetric        | 1'10"84 |
| 2020  | Campanelle         | F.   | États-Unis  | Kodiac             | Frankie Dettori      | Wesley Ward          | Stonestreet Stables LLC        | Nando Parrado    | Rhythm Master     | 1'11"80 |
| 2019  | Earthlight         | M.   | France      | Shamardal          | Mickaël Barzalona    | André Fabre          | Godolphin                      | Raffle Prize     | Golden Horde      | 1'12"03 |
| 2018  | Pretty Pollyanna   | F.   | Royaume-Uni | Oasis Dream        | Silvestre de Sousa   | Michael Bell         | W.J. Gredley                   | Signora Cabello  | True Mason        | 1'10"27 |
| 2017  | Unfortunately      | M.   | Royaume-Uni | Society Rock       | Tony Piccone         | Karl Burke           | Laughton & Burke               | Havana Grey      | Different League  | 1'08"92 |
| 2016  | Lady Aurelia       | F.   | États-Unis  | Scat Daddy         | Frankie Dettori      | Wesley Ward          | Stonestreet Stables & G.Bolton | Alrahma          | Peace Envoy       | 1'10"61 |
| 2015  | Shaala             | M.   | Royaume-Uni | Invincible Spirit  | Frankie Dettori      | John Gosden          | Al Shaqab Racing               | Gutaifan         | Tourny            | 1'13"31 |
| 2014  | The Wow Signal     | M.   | Royaume-Uni | Starspangledbanner | Frankie Dettori      | John Quinn           | Al Shaqab Racing               | Hootenanny       | Ervedya           | 1'11"90 |
| 2013  | No Nay Never       | M.   | États-Unis  | Scat Daddy         | David Flores         | Wesley Ward          | Magnier, Tabor, Smith & Co     | Vorda            | Rizeena           | 1'09"80 |
| 2012  | Reckless Abandon   | M.   | Royaume-Uni | Exchange Rate      | Gérald Mossé         | Clive Cox            | Deadman & Barrow               | George Vancouver | Parliament Square | 1'09"60 |
| 2011  | Dabirsim           | M.   | France      | Hat Trick          | Frankie Dettori      | Christophe Ferland   | S.Springer                     | Family One       | Vladimir          | 1'10"00 |
| 2010  | Dream Ahead        | M.   | Royaume-Uni | Diktat             | William Buick        | David-M. Simcock     | K.Dasmal                       | Tin Horse        | Pontenuovo        | 1'09"60 |
| 2009  | Arcano             | M.   | Royaume-Uni | Oasis Dream        | Richard Hills        | Brian Meehan         | Hamdan Al Maktoum              | Special Duty     | Canford Cliffs    | 1'07"90 |
| 2008  | Bushranger         | M.   | Irlande     | Danetime           | Johnny Murtagh       | David Wachman        | Magnier, Smith & Tabor         | Gallagher        | Lord Shanakill    | 1'09"90 |
| 2007  | Myboycharlie       | M.   | Royaume-Uni | Danetime           | Kieren Fallon        | Tommy Stack          | Sue Magnier                    | Natagora         | Alexandros        | 1'13"10 |
| 2006  | Dutch Art          | M.   | Royaume-Uni | Medicean           | Christophe Soumillon | Peter Chapple-Hyam   | Susan Roy                      | Magic America    | Excellent Art     | 1'13"60 |
| 2005  | Silca's Sister     | F.   | Royaume-Uni | Inchinor           | Ted Durcan           | Mick Channon         | Aldridge Racing Ltd            | Ivan Denisovich  | Always Hopeful    | 1'12"50 |
| 2004  | Divine Proportions | F.   | France      | Kingmambo          | Christophe Lemaire   | Pascal Bary          | Famille Niarchos               | Layman           | Russian Blue      | 1'12"80 |
| 2003  | Whipper            | M.   | France      | Miesque's Son      | Sébastien Maillot    | Robert Collet        | Elias Zaccour                  | Much Faster      | Denebola          | 1'14"00 |
| 2002  | Elusive City       | M.   | Royaume-Uni | Elusive Quality    | Kieren Fallon        | Gerard Butler        | The Thoroughbred Corp.         | Zafeen           | Loving Kindness   | 1'10"40 |
| 2001  | Johannesburg       | M.   | Irlande     | Hennessy           | Michael Kinane       | Aidan O'Brien        | M.Tabor & S.Magnier            | Zipping          | Meshaheer         | 1'10"40 |
| 2000  | Bad As I Wanna Be  | M.   | Royaume-Uni | Common Grounds     | Gérald Mossé         | Brian Meehan         | Joe Allbritton                 | Endless Summer   | Noverre           | 1'10"30 |
| 1999  | Fasliyev           | M.   | Irlande     | Nureyev            | Michael Kinane       | Aidan O'Brien        | M.Tabor & S.Magnier            | Warm Heart       | Bachir            | 1'11"00 |
| 1998  | Orpen              | M.   | Irlande     | Lure               | Michael Kinane       | Aidan O'Brien        | Sue Magnier                    | Exeat            | Golden Silca      | 1'10"50 |
| 1997  | Chargé d'Affaires  | M.   | France      | Kendor             | Gérald Mossé         | Alain de Royer-Dupré | Marquise de Moratalla          | Xaar             | Heeremandi        | 1'12"70 |
| 1996  | Bahamian Bounty    | M.   | Royaume-Uni | Cadeau Généreux    | Frankie Dettori      | David Loder          | Lucayan Stud                   | Zamindar         | Pas de Réponse    | 1'11"00 |
| 1995  | Tagula             | M.   | Royaume-Uni | Taufan             | Walter Swinburn      | Ian Balding          | Robert Hitchins                | With Fascination | Barricade         | 1'11"60 |
| 1994  | Hoh Magic          | F.   | Royaume-Uni | Cadeau Généreux    | Michael Hills        | Michael Bell         | David Allport                  | Bruttina         | Tereshkova        | 1'11"70 |
| 1993  | Coup de Genie      | F.   | France      | Mr. Prospector     | Freddy Head          | François Boutin      | Stavros Niarchos               | Psychobabble     | Spain Lane        | 1'13"10 |
| 1992  | Zafonic            | M.   | France      | Gone West          | Pat Eddery           | André Fabre          | Khalid Abdullah                | Secrage          | Marina Park       | 1'14"80 |
| 1991  | Arazi              | M.   | France      | Blushing Groom     | Gérald Mossé         | François Boutin      | Allen E. Paulson               | Kenbu            | Lion Cavern       | 1'13"30 |
| 1990  | Hector Protector   | M.   | France      | Woodman            | Freddy Head          | François Boutin      | Stavros Niarchos               | Divine Danse     | Acteur Français   | 1'14"40 |
| 1989  | Machiavellian      | M.   | France      | Mr. Prospector     | Freddy Head          | François Boutin      | Stavros Niarchos               | Qirmazi          | Mill Lady         | 1'12"80 |
| 1988  | Tersa              | F.   | France      | Mr. Prospector     | Gérald Mossé         | François Boutin      | Allen E. Paulson               | Écossais         | Money Movers      | 1'15"60 |
| 1987  | First Waltz        | F.   | France      | Green Dancer       | Maurice Philipperon  | E. Bartholomew       | Sir McAlpine                   | Common Grounds   | Balawaki          | 1'12"80 |
| 1986  | Sakura Reiko       | F.   | France      | Kenmare            | Éric Legrix          | Patrick Biancone     | E. Zen                         | Shy Princess     | Miesque           | 1'14"50 |
| 1985  | Regal State        | F.   | France      | Affirmed           | Darren Beadman       | John Fellows         | Robin Scully                   | River Dancer     | Baiser Volé       | 1'12"60 |
| 1984  | Seven Springs      | F.   | France      | Irish River        | Gary W. Moore        | John Fellows         | Robin Scully                   | Gallanta         | Noblequest        | 1'09"90 |
| 1983  | Siberian Express   | M.   | France      | Caro               | Alfred Gibert        | Mitri Saliba         | Mahmoud Fustok                 | Ti King          | Masarika          | 1'10"10 |
| 1982  | Deep Roots         | M.   | France      | Dom Racine         | Willie Carson        | Pascal Bary          | Corine Barande-Barbe           | On Stage         | Ma Biche          | 1'11"10 |
| 1981  | Green Forest       | M.   | France      | Shecky Greene      | Alfred Gibert        | Mitri Saliba         | Mahmoud Fustok                 | Maelstrom Lake   | River Lady        | 1'11"90 |
| 1980  | Ancient Regime     | F.   | France      | Olden Times        | Maurice Philipperon  | John Fellows         | Robin Scully                   | Miswaki          | Prince Mab        | 1'10"10 |
| 1979  | Princesse Lida     | F.   | France      | Nijinsky           | Freddy Head          | Alec Head            | Jacques Wertheimer             | Varingo          | Firyal            | 1'11"70 |
| 1978  | Irish River        | M.   | France      | Riverman           | Maurice Philipperon  | John Cunnington Jr.  | Mrs Raymond Adès               | Pitasia          | Young Generation  | 1'12"70 |
| 1977  | Super Concorde     | M.   | France      | Bold Reasoning     | Philippe Paquet      | François Boutin      | Walter Haefner                 | Little Love      | El Muleta         | 1'12"00 |
| 1976  | Blushing Groom     | M.   | France      | Red God            | Henri Samani         | François Mathet      | S.A. Aga Khan                  | Water Boy        | Alpherat          | 1'12"40 |
| 1975  | Vitiges            | M.   | France      | Phaeton            | Gérard Rivases       | Gérard Philippeau    | Mrs Marc Laloum                | Imogene          | Wood Green        | 1'11"40 |
| 1974  | Broadway Dancer    | F.   | France      | Northern Dancer    | Yves Saint-Martin    | Angel Penna, Sr.     | Daniel Wildenstein             | Janthina         | Princesse Lee     | 1'11"70 |
| 1973  | Nonoalco           | M.   | France      | Nearctic           | Lester Piggott       | François Boutin      | María Félix Berger             | Insistance       | Cake              | 1'10"80 |
| 1972  | Filiberto          | M.   | France      | Ribot              | Jean Cruguet         | Angel Penna, Sr.     | Comtesse Batthyany             | Zapoteco         | El Rastro         | 1'10"80 |
| 1971  | Daring Display     | M.   | France      | Bold Lad           | Freddy Head          | William Head         | Lady Granard                   | Rose de Saron    | Pompous           | 1'13"70 |
| 1970  | My Swallow         | M.   | Royaume-Uni | Le Levanstell      | Lester Piggott       | Paul Davey           | David Robinson                 | Impertinent      | Tarbes            | 1'17"70 |
| 1969  | Amber Rama         | M.   | France      | Jaipur             | Yves Saint-Martin    | François Mathet      | Arpad Plesch                   | Breton           | Chatter Box       | 1'10"40 |
| 1968  | Princeline         | F.   | France      | Princely Gift      | Maurice Philipperon  | John Cunnington Jr.  | Mrs Pierre Ribes               | Ronda            | Prince Regent     | 1'16"40 |

### Anciens vainqueurs
- 1865 – Puebla II
- 1866 - Le Petit Caporal
- 1867 - Marcello
- 1868 - Masaniello
- 1869 - Roquefort
- 1870 - Eole II
- 1871 - Seul
- 1872 - Flageolet
- 1873 - Perla
- 1874 - Macaron
- 1875 - Fusion
- 1876 - Astrée
- 1877 - Mantille
- 1878 - Swift
- 1879 - Louis d'Or
- 1880 - Strelitz
- 1881 - Favorite
- 1882 - Chitre
- 1883 - Directrice
- 1884 - Present
- 1885 - Alger
- 1886 - Frapotel
- 1887 - Widgeon
- 1888 - Fontanas
- 1889 - Cromatella
- 1890 - Zingaro
- 1891 - Ranes
- 1892 - Marly
- 1893 - Fresca
- 1894 - Le Sagittaire
- 1895 - Daphnis
- 1896 - Indian Chief
- 1897 - Washington
- 1898 - Justitia
- 1899 - Lucie
- 1900 - Eperon
- 1901 - Farnus
- 1902 - Vinicius
- 1903 - Thélème
- 1904 - Val d'Or
- 1905 - Prestige
- 1906 -
- 1907 - Valda
- 1908 - Mehari
- 1909 - Messidor III
- 1910 - Manfred
- 1911 - Porte Maillot
- 1912 - Marka
- 1913 - Sardanapale
- 1914-1918 -
- 1919 - Sourbier
- 1920 - Durzetta
- 1921 - Zariba
- 1922-1923 -
- 1924 - La Habanera
- 1925 - Banstar
- 1926 - Fairy Legend
- 1927 - Kantar
- 1928 - Necklace
- 1929 - Château Bouscaut
- 1930 - Pearl Cap
- 1931 -
- 1932 - Cecias
- 1933 - Brantôme
- 1934 - Corrida
- 1935 - Mistress Ford
- 1936 -
- 1937 - Ad Astra
- 1938 - Seminaride
- 1939-1940 -
- 1941 - Esmeralda
- 1942-1943 -
- 1944 - Coaraza
- 1945 - Nirgal
- 1946 - Cadir
- 1947 - Delirium
- 1948 - Amour Drake
- 1949 - Ksarinor
- 1950 - Sanguine
- 1951 - Auriban
- 1952 - Bozet
- 1953 - Cordova
- 1954 - Chingacgook
- 1955 - Apollonia
- 1956 - Mr Pickwick
- 1957 - Neptune II
- 1958 - Oceanic
- 1959 - Pharamond
- 1960 - Solitude
- 1961 - Prudent
- 1962 - Darannour
- 1963 -
- 1964 - Grey Dawn
- 1965 - Soleil
- 1966 - Le Conquérant
- 1967 - Madina